# دزااودزی
دزااودزی (به فرانسوی: Dzaoudzi) یک کمون در فرانسه است که در مایوت واقع شده‌است.

## خصوصیات
دزااودزی ۶٫۶۶ کیلومترمربع مساحت و ۱۵٬۳۳۹ نفر جمعیت دارد.